# Arca lunar

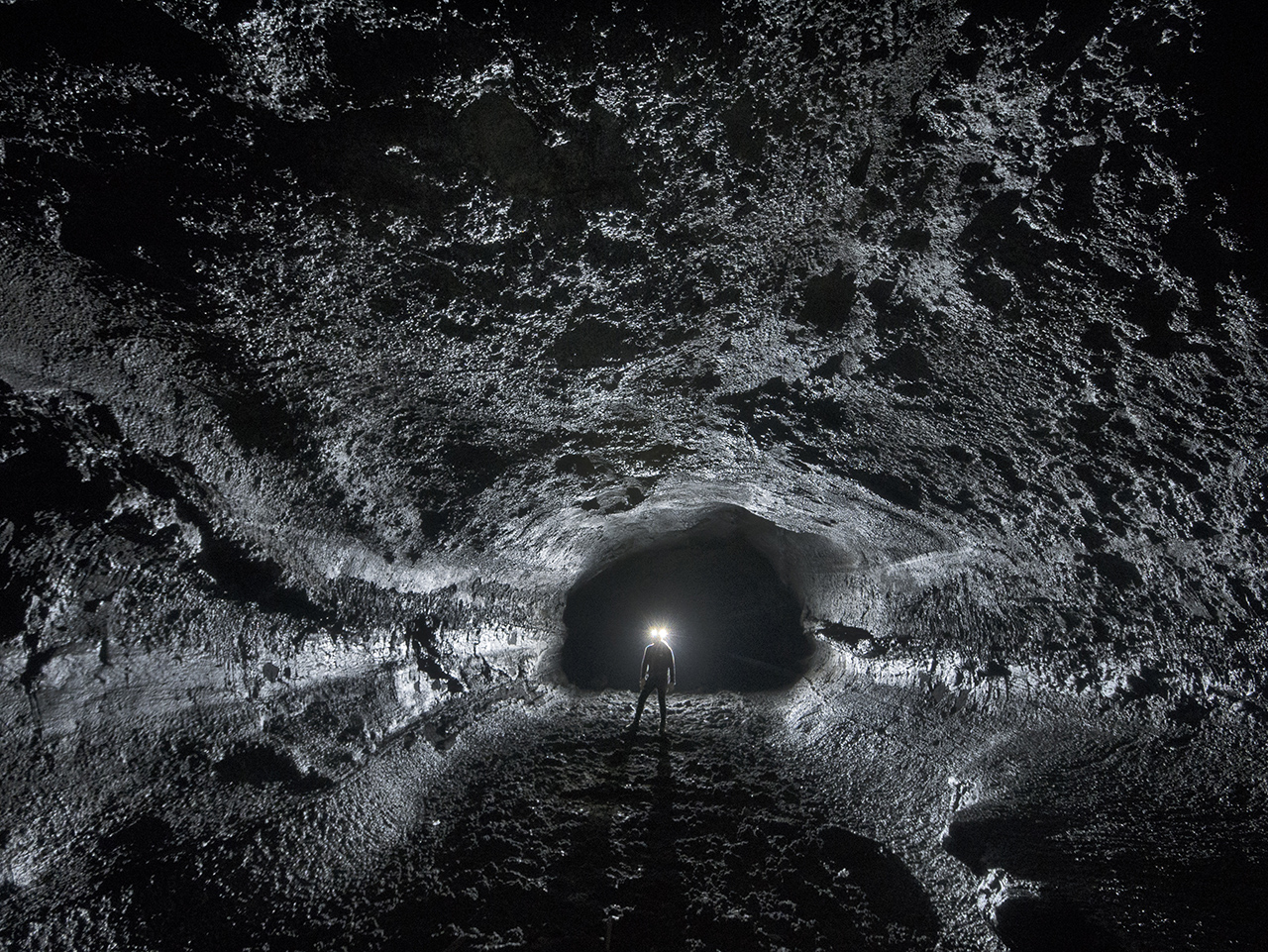
Sistema de tubos de lava Surtshellir-Stefanshellir, mostrando paredes intactas.

Arca lunar ou arca de Noé lunar é uma proposta para proteger uma grande variedade de plantas e animais da Terra, armazenando milhões de amostras de sementes, esporos, espermatozoides e óvulos na Lua em caso de uma catástrofe global. A proposta da arca lunar foi apresentado em março de 2021 na Conferência Aeroespacial IEEE. A arca conteria o material genético criogenicamente preservado de todas as 6,7 milhões de espécies conhecidas de plantas, animais e fungos na Terra, o que exigiria pelo menos 250 lançamentos de foguetes para transportar para a lua.

## Proposito
A arca poderia proteger os materiais genéticos se acontecer a "aniquilação total da Terra" causada por uma grande queda na biodiversidade. Também, do ponto de vista moral, visto que a atividade humana é a principal causa de morte de animais e plantas, os cientistas apontam para a nossa responsabilidade de tentar fazer algo para ajudar.  A afirmação de que coletar e armazenar amostras de espécies em cofres "à prova de fim do mundo" Terra, como o Svalbard Global Seed Vault, é ineficaz por exemplo, em 2016, a água do derretimento do permafrost infiltrou-se no Svalbard Seed Vault, demonstrando sua vulnerabilidade às consequências das mudanças climáticas. Infelizmente, nenhum lugar na Terra estará completamente seguro.
Uma equipe propôs que a arca lunar possa ser construída dentro de tubos de lava que foram recentemente descobertos logo abaixo da superfície da Lua. Os poços do elevador se estenderiam para dentro da instalação, onde as amostras podem ser armazenadas em módulos de preservação criogênica, resfriando as sementes a cerca de -180 °C e as células animais a -196 ° C. O projeto pode ser alimentado por painéis solares na superfície.